# إيزابيل مانشيني
إيزابيل مانشيني (بالفرنسية: Isabelle Mancini-Remy)‏ هي متزحلقة فرنسية، ولدت في 26 يوليو 1967 في Arbois ‏ في فرنسا.

## وصلات خارجية
- إيزابيل مانشيني على موقع الاتحاد الدولي للتزلج (التزلج الريفي) (الإنجليزية)
- إيزابيل مانشيني على موقع أوليمبيديا (الإنجليزية)